# Arnold Stiller
Arnold Aron Stiller (ur. 23 września 1845 w Praszce, zm. 10 czerwca 1904 w Łodzi) – fabrykant łódzki żydowskiego pochodzenia, syn Jakuba Izaaka i Frajdli. Jego żoną była Valewska (Łaja) Bielschowsky (1848-1905), siostra Juliusza.
W 1875 roku wraz ze szwagrem Juliuszem Bielszowskim z Pszczyny uruchomił przędzalnię, tkalnię i farbiarnię wełny przy ulicy Cegielnianej 78/82 (obecnie ul. Jaracza 52). Został wybrany prezesem zarządu Towarzystwa Akcyjnego Fabryki Wyrobów Wełnianych „Stiller i Bielszowski”, które rozpoczęło działalność 13 stycznia 1894 roku z kapitałem zakładowym w wysokości 1 500 000 rubli.
W kwietniu 1893 roku wszedł w skład pierwszego zarządu Fundacji „Domu Ubogich w Łodzi”, założonej przez małżonków Hermana i Minę Konstantów. W 1897 roku był jednym z założycieli Łódzkiego Towarzystwa Wzajemnego Kredytu, utworzonego przez przedsiębiorców żydowskich.
W latach 1891–1893, przy ulicy Cegielnianej 75 (obecnie ul. Jaracza 45) wzniesiono mały pałac Arnolda Stillera, znajdujący się obecnie w rejestrze zabytków nieruchomych województwa łódzkiego.

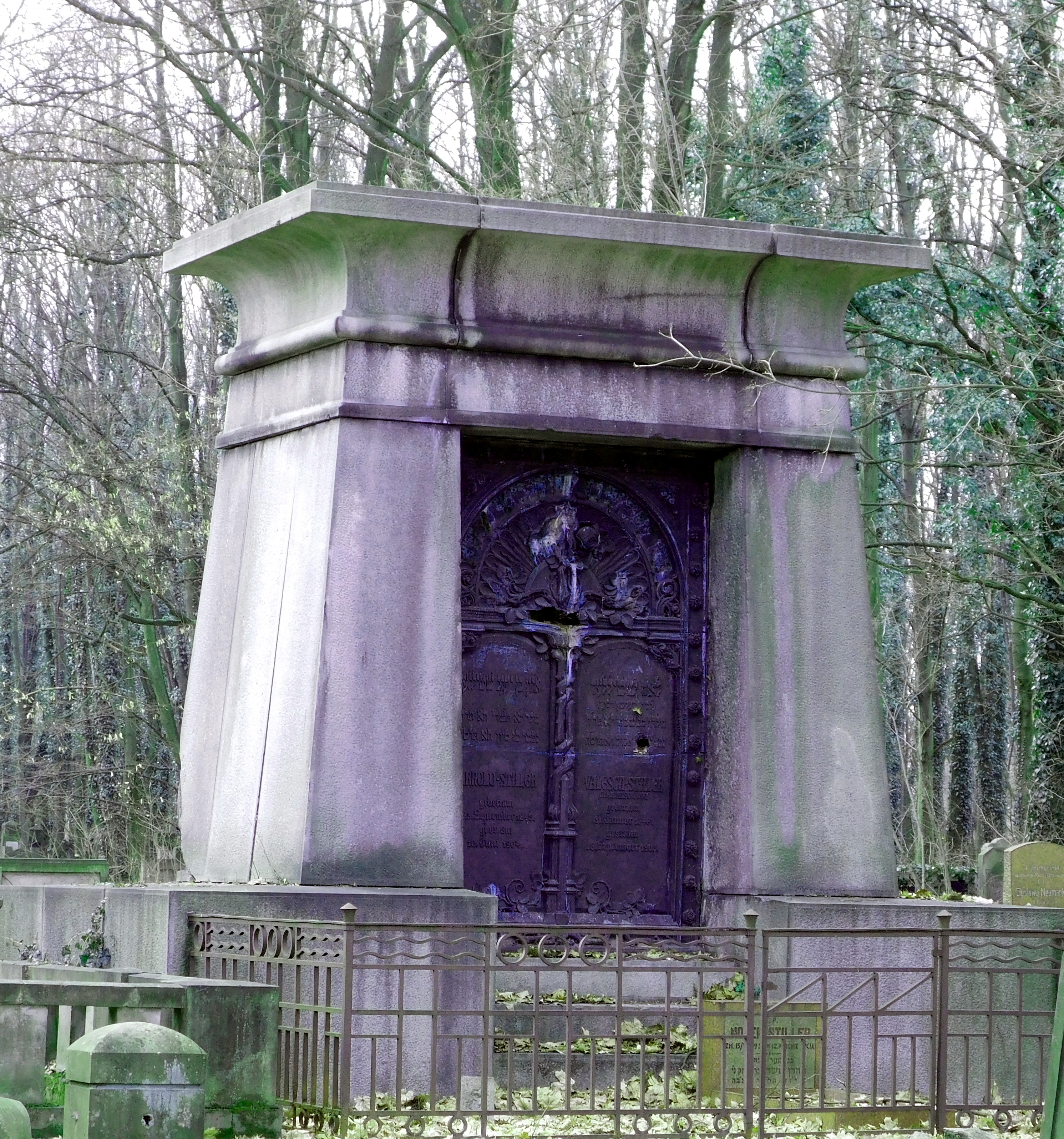
Cmentarz żydowski w Łodzi. Grobowiec Stillerów

Arnold Stiller pochowany jest na nowym cmentarzu żydowskim w Łodzi przy ulicy Brackiej.